# Stanislav Brebera
Stanislav Brebera (Přelouč, Češka, 10. kolovoza 1925. – Pardubice, Češka 11. svibnja 2012.) je češki kemičar. Poznat je po otkriću Semtexa, plastičnog eksploziva opće namjene koji sadrži heksogen (RDX) i pentrit (PETN).
1945. godine postao je član čehoslovačke Komunističke partije te je studirao kemiju na praškom sveučilištu. Nakon što je diplomirao 1950., zaposlio se u čehoslovačkom Državnom institutu za industrijsku kemiju (današnja Explosia) iz Pardubica gdje je 1964. godine izumio plastični eksploziv Semtex.
Eksploziv je postao iznimno popularan među teroristima jer ga se vrlo teško može otkriti. Primjer tome bio je Pan Amov let 103 tijekom kojeg su libijski teroristi upotrijebili Semtex za rušenje putničkog zrakoplova Boeing 747 iznad škotskog mjesta Lockerbie. Druga značajnija primjena Semtexa u terorističke svrhe bio je bombaški napad na američko veleposlanstvo u Nairobiju 1998. godine.

## Vidjeti također
- Semtex

## Vanjske poveznice
- Stanislav Brebera: "Vojenské trhaviny a technologie výroby trhavinových náloží: učební texty k předmětu", Sveučilište Pardubice, Pardubice, 2001., ISBN 80-7194-360-6
- Stanislav Brebera: "Vojenské trhaviny II : trhaviny různé konzistence", Sveučilište Pardubice, Pardubice, 2002., ISBN 80-7194-497-1